# Crvljevine
Crvljevine (en serbe cyrillique : Црвљевине) est un village du nord-est du Monténégro, dans la municipalité de Berane.

## Démographie

### Évolution historique de la population
| 1948 | 1953 | 1961 | 1971 | 1981 | 1991 | 2003 |
| ---- | ---- | ---- | ---- | ---- | ---- | ---- |
| 117  | 137  | 121  | 141  | 168  | 59   | 116  |